# Lunca (okręg Bistrița-Năsăud)
Lunca – wieś w Rumunii, w okręgu Bistrița-Năsăud, w gminie Șieuț. W 2011 roku liczyła 401 mieszkańców.